# Akademik
Akademik (nlat. ← lat. academia ← grč. akadḗmeia, prema Akademovu gaju) naslov je koji se koristi za redovite članove određene akademije znanosti i umjetnosti. U Hrvatskoj je to Hrvatska akademija znanosti i umjetnosti. Naslov akademika mogu nositi svi znanstvenici ili umjetnici, državljani Republike Hrvatske, čiji su rezultati i dometi na polju znanosti ili umjetnosti po svojoj visokoj vrijednosti općepriznati. U Hrvatskoj je zakonom određen najveći broj akademika, a to je 160. Postoji i naslov akademkinja koja se koristi za (redovite) članice Akademije.

## Vanjske poveznice
- Službene stranice Hrvatske akademije znanosti i umjetnosti
- Službene stranice Svjetske akademije znanosti i umjetnosti